# レクサス・LF-NX

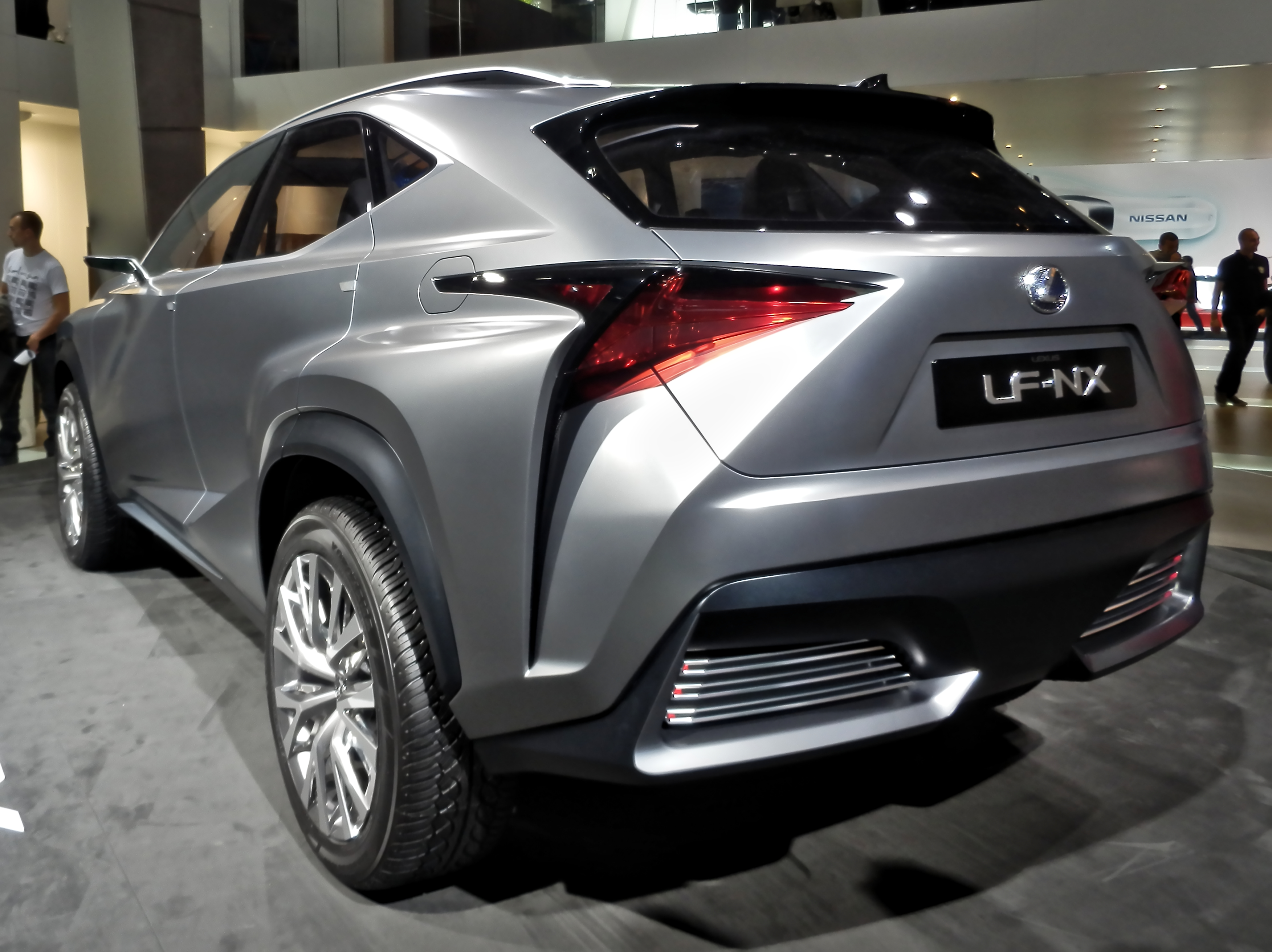
LF-NX　リア

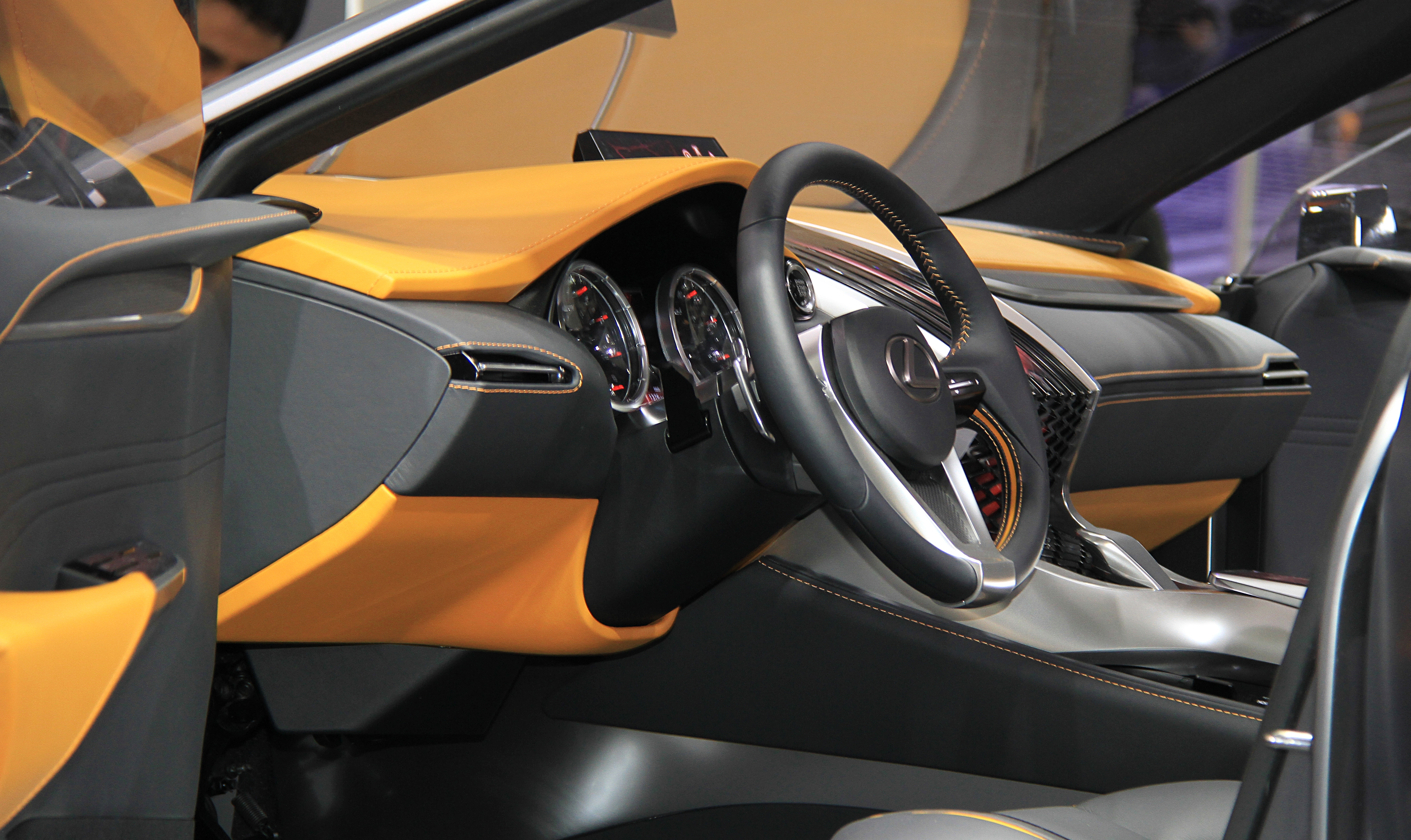
コックピット

レクサス・LF-NX（Lexus LF-NX）は2013年に発表されたコンセプトカーである。

## 概要
LF-NXは2013年のフランクフルトモーターショーで発表された。デザインキーワードは「凝縮感」と「切れ味」。次世代のレクサスユーザーに向けたコンパクトSUVで、スピンドルグリルやヘッドライトから独立したL字のライトなど、レクサスの新たなデザイン言語を用いている。
インテリアには革を使用し、ディスプレイはフリック入力を可能にしたタッチパッドを採用している。
パワートレインはレクサス・ハイブリッド・システム搭載を想定しており、同年の東京モーターショーに出品された際は2.0L ガソリンターボエンジン搭載を想定したものとなった。

## 参照
1. ↑  https://global.toyota/jp/detail/1736307
2. ↑  https://car.watch.impress.co.jp/docs/news/622074.html